# Mecze piłkarskie Górny Śląsk – Opolski Śląsk
Mecze pomiędzy Górnym i Opolskim Śląskiem (niemiecką częścią Górnego Śląska - rejencją opolską) były rozgrywane w latach 1924–1939. W wyniku powstań śląskich i plebiscytu na Górnym Śląsku region podzielono na część wschodnią i zachodnią, przez co reprezentacje nazywano odpowiednio Śląskiem Polskim i Niemieckim. Spotkania były poprzedzane odegraniem hymnów narodowych Polski i Niemiec. Przez prasę konfrontacje te były określane mianem „małych meczów międzypaństwowych”.
Pierwszy mecz pomiędzy reprezentacjami został rozegrany 7 grudnia 1924 roku na boisku 1. FC Katowice, który oglądało ponad osiem tysięcy widzów. Przed rozpoczęciem spotkania kapitan związkowy Górnego Śląska Budniok powitał gości i wręczył ich przedstawicielowi Stephanowi pamiątkowy proporczyk z napisem: „zawody reprezentacji Deutsch O/S − Górny Śląsk 7.12.1924”. Premierową bramkę w konfrontacjach reprezentacji zdobył Opolski Śląsk po samobójczym strzale Kiełbasy. Górny Śląsk zaliczył historyczne trafienie po wykorzystaniu rzutu karnego przez tego samego piłkarza.

## Lista spotkań
| 1.  | 7.12.1924  | Katowice | Górny Śląsk – Opolski Śląsk | 3:3 (2:2) | Kiełbasa, zawodnik nieznany (sam.), Nastulla – Kiełbasa (sam.), Piscyk, Urbański (sam.) |
| 2.  | 7.06.1925  | Bytom    | Opolski Śląsk – Górny Śląsk | 3:1 (3:1) | zawodnicy nieznani                                                                      |
| 3.  | 1.05.1927  | Bytom    | Opolski Śląsk – Górny Śląsk | 2:2 (1:2) | zawodnik nieznany , Roter (sam.) – Zając, Konieczny                                     |
| 4.  | 16.06.1927 | Katowice | Górny Śląsk – Opolski Śląsk | 1:2 (0:1) | Dębski – Strzewiczok, Szatoń                                                            |
| 5.  | 7.06.1928  | Bytom    | Opolski Śląsk – Górny Śląsk | 4:2 (1:1) | Klemens (3), zawodnik nieznany – Rebiusony (2)                                          |
| 6.  | 2.12.1928  | Katowice | Górny Śląsk – Opolski Śląsk | 0:2 (0:0) | Paluschinski, Kania (sam.)                                                              |
| 7.  | 9.05.1929  | Zabrze   | Opolski Śląsk – Górny Śląsk | 3:2 (1:1) | zawodnicy nieznani                                                                      |
| 8.  | 6.10.1929  | Katowice | Górny Śląsk – Opolski Śląsk | 1:0 (0:0) | Lamuzik                                                                                 |
| 9.  | 19.10.1930 | Zabrze   | Opolski Śląsk – Górny Śląsk | 0:2 (0:0) | Kuchta, Görlitz                                                                         |
| 10. | 20.09.1931 | Katowice | Górny Śląsk – Opolski Śląsk | 2:1 (1:1) | Herich (2) – Moritz                                                                     |
| 11. | 22.05.1932 | Bytom    | Opolski Śląsk – Górny Śląsk | 1:1 (0:1) | Malik – Kuchta                                                                          |
| 12. | 19.03.1934 | Bytom    | Opolski Śląsk – Górny Śląsk | 0:0       |                                                                                         |
| 13. | 16.09.1934 | Katowice | Górny Śląsk – Opolski Śląsk | 0:2 (0:2) | Dankert, Malik                                                                          |
| 14. | 24.03.1935 | Zabrze   | Opolski Śląsk – Górny Śląsk | 3:3 (1:1) | Drobny (2), Schwieder – Wilimowski (3)                                                  |
| 15. | 1.09.1935  | Katowice | Górny Śląsk – Opolski Śląsk | 9:1 (3:0) | Giemza (3), Peterek (3), Wodarz (2), Wiącek – Szalecki                                  |
| 16. | 1.03.1936  | Bytom    | Opolski Śląsk – Górny Śląsk | 1:3 (0:1) | Morys – Wodarz (2), Gad                                                                 |
| 17. | 4.10.1936  | Katowice | Górny Śląsk – Opolski Śląsk | 3:2 (1:2) | Giemza (2), Cebula – Schatoń, Kokot                                                     |
| 18. | 26.12.1937 | Bytom    | Opolski Śląsk – Górny Śląsk | 2:4 (0:2) | Pawlicki (2) – Wilimowski (2), R. Piec, Cebula                                          |
| 19. | 5.02.1938  | Katowice | Górny Śląsk – Opolski Śląsk | 2:1 (0:0) | Gad lub Wilimowski, R. Piec – Ekkert                                                    |
| 20. | 8.01.1939  | Bytom    | Opolski Śląsk – Górny Śląsk | 5:3 (2:1) | Renk (2), Piszczek, Szalecki, Obstoj – Piontek (2), Wostal                              |